# جيوفري إتش مور
جيوفري إتش مور (بالإنجليزية: Geoffrey H. Moore)‏ هو اقتصادي أمريكي، ولد في 28 فبراير 1914، وتوفي في 9 مارس 2000.